# Samarina
Samarina es un género de foraminífero bentónico considerado un sinónimo posterior de Janischewskina de la familia Bradyinidae, de la superfamilia Endothyroidea, del suborden Fusulinina y del orden Fusulinida. Su especie tipo era Samarina operculata. Su rango cronoestratigráfico abarcaba el Viseense superior (Carbonífero inferior).

## Discusión
Clasificaciones más recientes incluirían Samarina en la superfamilia Bradyinoidea, del suborden Endothyrina, del orden Endothyrida, de la subclase Fusulinana y de la clase Fusulinata.

## Clasificación
Samarina incluía a la siguiente especie:
- Samarina operculata †